# ТБ-42
ТБ-42 — опытный советский полугусеничный бронетранспортёр периода Второй мировой войны. Был построен единственный макетный образец машины.

## История создания
В конце 1942 года, в условиях острой нужды войск в бронетранспортёрах и отсутствия подходящих для их создания отработанных шасси повышенной проходимости, Заводом имени Сталина в инициативном порядке была начата разработка на базе освоенного незадолго до этого шасси серийного полугусеничного автомобиля ЗИС-42 проекта бронетранспортёра, получившего обозначение ТБ-42. В начале 1943 года был построен полноразмерный макет машины с деревянным корпусом. После осмотра макетного образца военной комиссией были сделаны отдельные замечания разработчикам насчёт необходимости доработки компоновки, конструкции бронированного корпуса и внутреннего оснащения, однако в целом машина была оценена достаточно положительно и заводу было предложено разработать эскизный проект с учётом замечаний. Обновлённый проект был утверждён ГАБТУ и к середине июня 1943 предполагался выпуск опытной партии из пяти машин. Тем не менее, оценив к этому времени дальнейшие работы по созданию бронетранспортёра на изначально малопригодной для создания машин этого класса (в силу ряда конструктивных особенностей гусеничного движителя и его низкой надёжности) базе ЗИС-42 как бесперспективные, ЗИС отказался от постройки опытных машин и прекратил работы над проектом.

## Описание конструкции
Машина имела капотную переднемоторную, заднеприводную автомобильную компоновку; моторно-трансмиссионное отделение размещалось в лобовой, совмещённое с боевым отделение управления — в центральной, а десантное отделение — в кормовой части. Экипаж состоял из 2 человек (механика-водителя и командира, также выполнявшего функции стрелка), десант составляли 14 человек.

### Вооружение
Вооружение машины должно было состоять из 7,62-мм танкового пулемёта ДТ-29, предусматривалась также возможность ведения десантом огня из личного оружия через 14 амбразур в бортовых бронелистах десантного отделения.

### Ходовая часть
Ходовая часть — полугусеничная, аналогичная базовой машине. Движитель состоял из двух передних поворотных колёс и двух задних тележек с гусеничным движителем.
Гусеничный двигатель, применительно к одному борту, состоял из ведущего колеса спереди, направляющего сзади и расположенной между ними балансирно подвешенной на полуоси заднего моста системы из четырёх попарно сблокированных опорных катков.
Подвеска переднего и заднего мостов — на листовых рессорах. 

### Сноски
1. 1 2 3  Согласно визуальным показателям сохранившейся фотографии макета.